# FreeДом
FREEДОМ (в прошлом UATV) — украинский государственный русскоязычный телеканал иновещания, входит в ГП «Мультимедийная платформа иновещания Украины». Начал вещание 1 октября 2015. Кроме новостей UATV также транслирует программы и телесериалы собственного производства.
Канал создан в соответствии с Законом Украины «О системе иновещания Украины», принятого 8 декабря 2015 года. Цель канала — «обеспечение доступа иностранной аудитории к объективной, актуальной и полной информации о событиях на Украине и формирование и поддержание положительного имиджа Украины». Основная целевая аудитория канала — русскоязычная. Канал вещает через спутники Амос-3, Azerspace-1, Galaxy 19, а также в Интернете на собственном канале в YouTube.
По словам первого заместителя председателя Верховной Рады Андрея Парубия, канал создан с целью участия в информационной войне против «кремлёвской пропаганды».

## История
Программа деятельности Кабинета Министров Украины, утверждённая 11 декабря 2014 года, среди других мер «новой оборонной политики» называла запуск иновещания до конца 2015 года. Созданием концепции канала иновещания с мая 2014 года занималась заместитель секретаря СНБО Виктория Сюмар. Министр информационной политики Украины Юрий Стець проанонсировал создание канала Ukraine Tomorrow в феврале 2015 года, заявив, что профинансировать канал готовы помочь посол США и ряд фондов и бизнес-структур. Проект закона «О системе иновещания Украины» был внесён в парламент Кабмином 13 июля 2015 года. Первый проект предлагал создать государственное предприятие «Иноязычная телерадиокомпания Украины „Ukraine Tomorrow“» на базе государственной телерадиокомпании «Всемирная служба „Украинское телевидение и радиовещание“» и ООО «Банковское телевидение» и подчинить предприятие Министерству информационной политики Украины.
В начале августа стало известно, что международная группа компаний Group DF, подконтрольная украинскому олигарху Дмитрию Фирташу, подала заявку на регистрацию торговой марки «Украина завтра» с названиями на русском, украинском, английском и немецком языках. Представители компании заявили, что использовали этот бренд ещё 2014 для публичных мероприятий с участием Дмитрия Фирташа. Group DF подтвердила свои эксклюзивные права на бренд в восьми классах по Международной классификации товаров и услуг, после чего Юрий Стець вынужден был изменить название канала на UATV.
С 13 января 2020 года по 1 марта 2021 года UATV не выходил в прямом эфире. На канале выходили программы только в записи. С 1 марта 2020 года на базе UATV создан информационно-развлекательный телеканал «Дом», ориентированный на аудиторию в Донецкой и Луганской областях, и на территории Украины, граничащей с Россией, Белоруссией и Молдавией. С 1 марта 2021 года «Мультимедийная платформа иновещания Украины» возобновила вещание канала.
24 февраля 2022 года во время вторжения России на Украину ретранслировался эфир телеканала «Рада» с перерывом на «Новости Украины», а 26 февраля 2022 ретранслировал марафон Единые новости. С марта 2022 года вышел марафон FREEДОМ.
29 августа 2022 телеканал UATV сменил название на FREEДОМ.